# Rivière Lafont
Rivière Lafont är ett vattendrag i Kanada.   Det ligger i provinsen Québec, i den sydöstra delen av landet, 260 km öster om huvudstaden Ottawa.
Omgivningarna runt Rivière Lafont är en mosaik av jordbruksmark och naturlig växtlighet. Runt Rivière Lafont är det ganska glesbefolkat, med 28 invånare per kvadratkilometer.